# Bahnhof Höhenkirchen-Siegertsbrunn
Der Bahnhof Höhenkirchen-Siegertsbrunn ist ein Bahnhof der Deutschen Bahn an der eingleisigen, elektrifizierten Bahnstrecke München-Giesing–Kreuzstraße im bayerischen Höhenkirchen-Siegertsbrunn. Er wird von der Linie S5 der S-Bahn München bedient, die zwischen Pasing und Kreuzstraße verkehrt.

## Geschichte
Seit 1892 bemühten sich die Gemeinden Höhenkirchen und Siegertsbrunn zusammen mit weiteren Gemeinden um den Bau einer Bahnstrecke. Nachdem seinerzeit der Errichtung der Bahnstrecke München Ost–Deisenhofen vom Bayerischen Landtag Vorrang eingeräumt wurde, kam es nach verschiedenen Streckenverlaufsplanungen am 2. März 1900 zur Genehmigung und schlussendlich im Jahr 1904 zur Eröffnung der vorläufig nur zwischen München-Giesing und Aying verkehrenden Lokalbahn als eine der letzten Eisenbahn-Radiallinien. Nach dem bayerischen Lokalbahngesetz von 1884 musste der Grund für die Eisenbahnanlage von den Gemeinden erworben werden. Neben den Stationen Perlach und Aying entstand auch in Höhenkirchen-Siegertsbrunn ein großzügiges Empfangsgebäude östlich der Gleisanlagen.
Nach der Fertigstellung der Strecke nahm auch der Bahnverkehr der Lokalbahn stetig zu. So fuhren 1913 wochentags 18 Züge, sonntags 42; 1927 wochentags 30 und sonntags 44. Die Fahrgastzahl erhöhte sich von 128.423 Personen im Jahr 1905 bis 1926 auf 1.214.000 Fahrgäste.
Der S-Bahn-Verkehr wurde am 28. Mai 1972 offiziell aufgenommen, anfangs allerdings noch zwischen Hohenbrunn und Kreuzstraße bis zum 30. September 1973 mit lokbespannten Wendezügen. 
2005 wurde der Bahnhof von der Gemeinde mit einem Kostenaufwand in Höhe von 2,2 Millionen Euro neu gestaltet: Der bisherige Mittelbahnsteig wich zwei barrierefreien, ebenerdigen, jeweils 210 Meter langen und abschnittsweise überdachten Außenbahnsteigen. Die Anzahl der anliegenden Parkplätze wurde auf 185 auf zugekauftem Grundstück verdoppelt und es kamen weitere Fahrradstellplätze mit überdachten Unterständen hinzu. Neben den Uhren und Lautsprechern wurde ein modernes Wegeleitsystem angebracht.

## Aufbau
Der Bahnhof liegt ziemlich genau zwischen den Ortsteilen Höhenkirchen und Siegertsbrunn. Es gibt zwei Bahnsteige. Auf Gleis 1 fahren alle Züge in Richtung München und weiter nach Pasing, auf Gleis 2 Züge in Richtung Kreuzstraße. Die Bahnsteige haben eine Länge von 210 Metern und die im größten Teil des Münchner-S-Bahn-Netzes übliche Höhe von 96 cm. Direkt neben Gleis 2 befindet sich der Bushalt 1, an welchem die Buslinien 216 und 244 halten. Neben Gleis 1 befindet sich der Bushalt 2, an welchem die Linien 240, 454 und 456 halten.
Südlich des Bahnhofes befindet sich ein Aufstellgleis für die S-Bahn. Weitere Gleisanlagen sind nicht mehr vorhanden. 
Östlich von Gleis 1 befindet sich das moderne Bahnhofsgebäude, das das historische Bahnhofsgebäude ersetzt.

## Verkehr

### S-Bahn
| Linie | Strecke | Taktfrequenz |
| ----- | --- | ------------ |
| S5    | Kreuzstraße – Großhelfendorf – Peiß – Aying – Dürrnhaar – Höhenkirchen-Siegertsbrunn – Wächterhof – Hohenbrunn – Ottobrunn – Neubiberg – Neuperlach Süd – Perlach – Giesing – St.-Martin-Straße – Ostbahnhof – Rosenheimer Platz – Isartor – Marienplatz – Karlsplatz (Stachus) – Hauptbahnhof – Hackerbrücke – Donnersbergerbrücke – Hirschgarten – Laim – Pasing (– Westkreuz – Neuaubing – Freiham – Harthaus – Germering-Unterpfaffenhofen – Geisenbrunn – Gilching-Argelsried – Neugilching – Weßling) | 20 min       |

Im Bahnhof findet die planmäßige Kreuzung der S-Bahn-Züge statt. Einige Züge der S5 enden und beginnen hier. Zuvor wurden hier auch einige andere Züge stadteinwärts verstärkt bzw. stadtauswärts geschwächt, da die stadtauswärts gelegenen Bahnhöfe mit 140 m Bahnsteiglänge höchstens Vollzüge aufnehmen können.

### Regionalbus-Linien
| Linie | Strecke                                                                                           |
| ----- | ------------------------------------------------------------------------------------------------- |
| 216   | Taufkirchen, Hugo-Junkers-Str. – Höhenkirchen-Siegertsbrunn – Brunnthal – Hofolding – Faistenhaar |
| 240   | Höhenkirchen-Siegertsbrunn – Harthausen – Grasbrunn – Neukeferloh, Bahnhofstr.                    |
| 244   | Taufkirchen, Hugo-Junkers-Str. – Höhenkirchen-Siegertsbrunn – Brunnthal – Sauerlach               |
| 454   | Höhenkirchen-Siegertsbrunn – Egmating – Glonn – Moosach – Kirchseeon                              |
| 456   | Höhenkirchen-Siegertsbrunn – Egmating – Oberpframmern – Zorneding                                 |

1. ↑  Auswahl wichtiger Ortschaften und Bahnhöfe.